# Photographic Alliance of Great Britain
La Photographic Alliance of Great Britain (PAGB) est l'organisation qui réunit la majorité des clubs photographiques d'Angleterre, d'Écosse, du Pays de Galles et d'Irlande du Nord.
La PAGB s'acquitte de cette tâche par l'intermédiaire de 15 organisations régionales connues sous le nom de fédérations. Ces événements et avantages s'appliquent aux photographes individuels, aux sociétés et clubs, ainsi qu'aux fédérations elles-mêmes.
Elle est membre de la Fédération internationale de l'art photographique (FIAP).

## Histoire
Dès le début des années 1840, les photographes se regroupent pour former des clubs et des sociétés photographiques,. La Leeds Photographic Society est créée en 1852 et la London Photographic Society (qui deviendra la Royal Photographic Society) en 1853.

### Affiliation
La Royal Photographic Society, alors connue sous le nom de Photographic Society of Great Britain, a joué un rôle central dans la coordination des clubs d'appareils photo et des sociétés photographiques en Grande-Bretagne, et la Société a souvent été qualifiée d'« organisme parent » dans ses relations avec d'autres organisations photographiques britanniques. Le renforcement des liens entre les clubs et les sociétés a débuté en 1890, lorsque la Society a examiné une proposition visant à créer un institut photographique qu'elle a diffusée à toutes les sociétés[5]. Ce projet n'a pas réussi à prendre de l'ampleur et un comité d'affiliation a été créé, qui a présenté un rapport au conseil de la Society en avril 1891. Un autre projet d'affiliation promu par le Camera Club de Londres n'a pas réussi à obtenir un soutien significatif.
Le comité de 1891 note qu'« il serait souhaitable que la majorité des sociétés photographiques locales soient affiliées à la société mère… un tel système devrait être pratique et utile ». Le programme doit :
Toute société photographique du Royaume-Uni peut être admise.
L'admission serait confirmée par le Conseil de la Société photographique de Grande-Bretagne.
Chaque société affiliée paierait une petite cotisation.
Une conférence des délégués devrait être organisée pour promouvoir l'uniformité du travail entre les sociétés, en concevant des moyens de coopération mutuelle et d'intercommunication.
Il devrait y avoir un comité permanent dont le secrétaire adjoint de la Photographic Society serait le secrétaire.
Chaque société affiliée devrait avoir, disons, deux billets transférables donnant accès à toutes les réunions et peut-être à l'exposition de la société. Un exemplaire du Journal doit être envoyé à toutes les sociétés affiliées.
Un plan d'affiliation indépendant est proposé et envoyé aux différentes sociétés londoniennes, mais un consensus semble se dégager en faveur du plan de la Photographic Society. En juillet 1891, un plan d'affiliation officiel est adopté, reprenant certains des six points énoncés en avril et certains des objectifs du plan de l'institut proposé en novembre précédent. La première réunion des délégués a lieu le 1er février 1892 et porte sur une révision mineure des règles et sur la négociation des relations entre les sociétés et la Société mère. D'autres réunions ont lieu en mars. La liste publiée des sociétés affiliées en février 1892 contenait vingt-quatre sociétés, dont la Photographic Society of India. À partir de 1892, des rapports traitant des sociétés affiliées et de leurs activités commencèrent à paraître régulièrement dans The Photographic Journal et une liste annuelle des sociétés affiliées fut publiée.

### Les premières fédérations
Au cours de la période allant de 1892 à 1930, plusieurs unions photographiques de clubs photographiques individuels ont été créées, la première étant la Yorkshire Photographic Union, formée en 1899 en tant que groupement régional de clubs et de sociétés photographiques. Elle est suivie par la Northern Counties Photographic Federation en 1901, la Scottish Photographic Federation en 1903, la Lancashire and Cheshire Photographic Union en 1905, la Midland Counties Photographic Federation en 1907 et l'East Anglian Federation en 1910.
À la fin des années 1920, la pression exercée par d'autres sociétés photographiques et clubs photographiques pour prendre leurs distances par rapport à la Royal Photographic Society s'accentue. La Société était moins préoccupée par la concurrence que les groupes locaux. Des alliances plus larges sont formées, par exemple le Council of Photographic Federations en 1926
.

### La formation de la PAGB
M. J. S. Lancaster de la Midland Counties Photographic Federation a proposé la formation d'un organisme national inter-fédérations dans une lettre adressée au président de la Royal Photographic Society, F. F. Renwick, datée du 4 mars 1929, et le système d'affiliation de la Society a partiellement cédé la place à la formation de la Photographic Alliance, qui a agi en tant qu'organisation faîtière pour les fédérations de sociétés, en 1930. Les groupements individuels conservent leur propre identité et leur propre organisation au sein de la PAGB, qui constitue un organisme national chargé de structurer la photographie de club en coordonnant les activités, les concours et les normes.
La RPS a pleinement soutenu la formation de l'Alliance photographique. Les sociétés qui faisaient partie d'une fédération sur le plan territorial ont été affiliées à la Société par l'intermédiaire de leur fédération, et les sociétés qui n'étaient pas fédérées ont été regroupées au sein de l'Association centrale des sociétés photographiques et ont été directement affiliées à la Société. Les négociations avec la RPS ont été menées par Thomas H B Scott (président de la Société de 1925 à 1927), F F Renwick et Alexander Keighley en 1927, et Scott a beaucoup contribué à promouvoir l'idée. La RPS a mis à la disposition de l'Alliance l'ensemble de sa conférence d'affiliation, de ses portefeuilles et de ses fonds sans réserve.
L'Alliance photographique est créée par les statuts de la Royal Photographic Society et comprend la RPS, les fédérations des comtés du Nord, des comtés du Midland et de l'East Anglian, les Unions photographiques du Yorkshire, du Lancashire et du Cheshire, ainsi que l'Association centrale des sociétés photographiques. Une réunion du comité exécutif provisoire se tient le 8 mars 1930. Le Conseil de la RPS décide que le président de l'Alliance ne doit pas nécessairement être membre de la RPS, renforçant ainsi son statut d'organisme semi-indépendant de la RPS. Les statuts de l'Alliance stipulent que « les activités de l'Alliance seront menées conformément aux statuts de la Royal Photographic Society et n'interféreront pas avec l'autonomie complète des associations constitutives ». La Scottish Photographic Federation a refusé d'adhérer à l'Alliance. L'Alliance est officiellement lancée à Leicester le 24 mai 1930.
Les détails de ces fédérations régionales n'ont pas été fixés. Dans un premier temps, tous les clubs qui n'étaient pas membres d'un groupement régional devinrent membres de la Central Association of Photographic Societies (CAPS), affiliée à la PAGB. Finalement, la CAPS fut remplacée par d'autres fédérations régionales. Des changements mineurs se sont poursuivis depuis lors. Mais la structure générale, avec l'Alliance photographique de Grande-Bretagne comme organe national, est restée stable pendant des décennies.
En 1936, l'Alliance se composait des six fédérations et unions anglaises et de l'association centrale, soit un total de 310 sociétés individuelles. L'Alliance a publié son propre Year Book de 1933 à 1934, dont 1800 exemplaires ont été distribués en 1936, et le Photographic Red Book, qui avait été publié à l'origine par l'Association centrale, a été publié par l'Association centrale.